# Estados Unidos en los Juegos Olímpicos de Montreal 1976
Estados Unidos estuvo representado en los Juegos Olímpicos de Montreal 1976 por un total de 396 deportistas, 278 hombres y 118 mujeres, que compitieron en 19 deportes.
El portador de la bandera en la ceremonia de apertura fue el nadador Gary Hall.

## Medallistas
El equipo olímpico estadounidense obtuvo las siguientes medallas:
| Nombre | Deporte       | Competición                         |
| --- | ------------- | ----------------------------------- |
| Oro |               |                                     |
| Edwin Moses | Atletismo     | 400 m vallas M                      |
| Harvey Glance Lam Jones Millard Hampton Steve Riddick                                                                        | Atletismo     | 4 × 100 m M                         |
| Herman Frazier Benny Brown Fred Newhouse Maxie Parks                                                                         | Atletismo     | 4 × 400 m M                         |
| Arnie Robinson | Atletismo     | Salto de longitud M                 |
| Mac Wilkins | Atletismo     | Disco M                             |
| Bruce Jenner | Atletismo     | Decatlón M                          |
| Equipo | Baloncesto    | Torneo M                            |
| Leo Randolph | Boxeo         | 51 kg M                             |
| Howard Davis | Boxeo         | 60 kg M                             |
| Ray Leonard | Boxeo         | 63,5 kg M                           |
| Michael Spinks | Boxeo         | 75 kg M                             |
| Leon Spinks | Boxeo         | 81 kg M                             |
| Edmund Coffin (Bally-Cor) | Hípica        | Concurso completo ind.              |
| Edmund Coffin (Bally-Cor) Michael Plumb (Better & Better) Bruce Davidson (Irish-Cap) Mary Anne Tauskey (Marcus Aurelius)     | Hípica        | Concurso completo por eqs.          |
| John Peterson | Lucha libre   | 82 kg M                             |
| Kim Peyton Jill Sterkel Shirley Babashoff Wendy Boglioli                                                                     | Natación      | 4 × 100 m libre F                   |
| Jim Montgomery | Natación      | 100 m libre M                       |
| Bruce Furniss | Natación      | 200 m libre M                       |
| Brian Goodell | Natación      | 400 m libre M                       |
| Brian Goodell | Natación      | 1500 m libre M                      |
| John Naber | Natación      | 100 m espalda M                     |
| John Naber | Natación      | 200 m espalda M                     |
| John Hencken | Natación      | 100 m braza M                       |
| Matt Vogel | Natación      | 100 m mariposa M                    |
| Mike Bruner | Natación      | 200 m mariposa M                    |
| Rod Strachan | Natación      | 400 m estilos M                     |
| John Naber Mike Bruner Bruce Furniss Jim Montgomery                                                                          | Natación      | 4 × 200 m libre M                   |
| John Naber John Hencken Matt Vogel Jim Montgomery                                                                            | Natación      | 4 × 100 m estilos M                 |
| Jennifer Chandler | Saltos        | Trampolín 3 m F                     |
| Phil Boggs | Saltos        | Trampolín 3 m M                     |
| Lanny Bassham | Tiro          | Rifle en tres posiciones 50 m mixto |
| Donald Haldeman | Tiro          | Foso olímpico mixto                 |
| Luann Ryon | Tiro con arco | Individual F                        |
| Darrell Pace | Tiro con arco | Individual M                        |
| Plata |               |                                     |
| Debra Sapenter Sheila Ingram Pamela Jiles Rosalyn Bryant                                                                     | Atletismo     | 4 × 400 m F                         |
| Kathy McMillan | Atletismo     | Salto de longitud F                 |
| Millard Hampton | Atletismo     | 200 m M                             |
| Fred Newhouse | Atletismo     | 400 m M                             |
| Michael Shine | Atletismo     | 400 m vallas M                      |
| Frank Shorter | Atletismo     | Maratón M                           |
| Randy Williams | Atletismo     | Salto de longitud M                 |
| James Butts | Atletismo     | Triple salto M                      |
| Equipo | Baloncesto    | Torneo F                            |
| Charles Mooney | Boxeo         | 54 kg M                             |
| Lee James | Halterofilia  | 90 kg M                             |
| Michael Plumb (Better & Better)                                                                                              | Hípica        | Concurso completo ind.              |
| Lloyd Keaser | Lucha libre   | 68 kg M                             |
| Benjamin Peterson | Lucha libre   | 90 kg M                             |
| Russell Hellickson | Lucha libre   | 100 kg M                            |
| Shirley Babashoff | Natación      | 200 m libre F                       |
| Shirley Babashoff | Natación      | 400 m libre F                       |
| Shirley Babashoff | Natación      | 800 m libre F                       |
| Camille Wright Shirley Babashoff Linda Jezek Lauri Siering                                                                   | Natación      | 4 × 100 m estilos F                 |
| Jack Babashoff | Natación      | 100 m libre M                       |
| John Naber | Natación      | 200 m libre M                       |
| Timothy Shaw | Natación      | 400 m libre M                       |
| Bobby Hackett | Natación      | 1500 m libre M                      |
| Peter Rocca | Natación      | 100 m espalda M                     |
| Peter Rocca | Natación      | 200 m espalda M                     |
| John Hencken | Natación      | 200 m braza M                       |
| Joe Bottom | Natación      | 100 m mariposa M                    |
| Steve Gregg | Natación      | 200 m mariposa M                    |
| Tim McKee | Natación      | 400 m estilos M                     |
| Joan Lind | Remo          | Scull ind. (W1x) F                  |
| Calvin Coffey Michael Staines                                                                                                | Remo          | Dos sin timonel (M2-) M             |
| Greg Louganis | Saltos        | Plataforma 10 m M                   |
| Margaret Murdock | Tiro          | Rifle en tres posiciones 50 m mixto |
| David McFaull Michael Rothwell                                                                                               | Vela          | Tornado M                           |
| John Kolius Walter Glasgow Richard Hoepfner                                                                                  | Vela          | Soling M                            |
| Bronce |               |                                     |
| Kate Schmidt | Atletismo     | Jabalina F                          |
| Dwayne Evans | Atletismo     | 200 m M                             |
| Herman Frazier | Atletismo     | 400 m M                             |
| Rick Wohlhuter | Atletismo     | 800 m M                             |
| Willie Davenport | Atletismo     | 110 m vallas M                      |
| Dwight Stones | Atletismo     | Salto de altura M                   |
| David Roberts | Atletismo     | Salto con pértiga M                 |
| John Powell | Atletismo     | Disco M                             |
| John Tate | Boxeo         | +81 kg M                            |
| Peter Kormann | Gimnasia      | Suelo M                             |
| Hilda Gurney (Keen) Dorothy Morkis (Monaco) Edith Master (Dahlwitz)                                                          | Hípica        | Doma por eqs.                       |
| Eugene Davis | Lucha libre   | 62 kg M                             |
| Stanley Dziedzic | Lucha libre   | 74 kg M                             |
| Wendy Weinberg | Natación      | 800 m libre F                       |
| Wendy Boglioli | Natación      | 100 m mariposa F                    |
| Jim Montgomery | Natación      | 200 m libre M                       |
| Dan Harrigan | Natación      | 200 m espalda M                     |
| Richard Colella | Natación      | 200 m braza M                       |
| Gary Hall | Natación      | 100 m mariposa M                    |
| Bill Forrester | Natación      | 200 m mariposa M                    |
| Jacqueline Zoch Anita DeFrantz Carie Graves Marion Greig Anne Warner Peggy McCarthy Carol Brown Gail Ricketson Lynn Silliman | Remo          | Ocho con timonel (W8+) F            |
| Cynthia Potter | Saltos        | Trampolín 3 m F                     |
| Deborah Wilson | Saltos        | Plataforma 10 m F                   |
| Dennis Conner Conn Findlay                                                                                                   | Vela          | Tempest M                           |
| Allen Coage | Judo          | +93 kg M                            |